# Делото Моузли срещу Обединеното кралство
Делото Моузли срещу Обединеното кралство е сред известните дела в Европейския съд по правата на човека (ЕСПЧ).
На 10 май 2011 г. Европейският съд по правата на човека излиза с решение по жалбата на Макс Моузли относно претенциите за нарушение от страна на Великобритания на правото му на неприкосновеност на личния живот, съгласно член 8 от Европейската конвенция за правата на човека.
Предходно във Великобритания, с искова молба до съда от Макс Мозли, бивш президент на ФИА, е уважена претенцията му срещу вестник „Нюз ъф дъ Уърлд“, известно като делото Мозли срещу Нюз Груп Нюзпапир (News Group Newspapers) от 2008 г.
По делото Моузли срещу Обединеното кралство ЕСПЧ единодушно отхвърля твърдението, че член 8 изисква държавите членки по ЕКЗПЧОС да приемат закони за предотвратяване на публикации, засягащи личния живот на индивида, без предварително за тези инициативи да са предупредени засегнатите от публикациите лица. В случая ЕСПЧ е приел, че това искане попада в рамките на суверенната преценка на всяка страна-членка сама да определя дали да приема или не такъв/такива закон/и или други нормативни актове, регламентиращи този въпрос.
На 29 септември 2008 г. Мозли чрез адвокатите си подава жалба до ЕСПЧ, в която твърди, че членове 8 и 13 от Европейската конвенция за човешките права са нарушени от Обединеното кралство, защото Великобритания не е наложила законово задължение по правото на достъп до информация, с цел предварително уведомяване и контрол (от поне 2 дни) върху информации, засягащи правото на личен живот.
В конкретния случай британският таблоид забърква Моузли в „грандиозен секс скандал“, в който той участва в садо-мазо оргия, в която заедно с 5 проститутки пресъздава сценки от нацистките концлагери по време на Втората световна война (баща на Макс Моузли е Осуалд Моузли, лидер на Британския съюз на фашистите и националсоциалистите, а малкият Макс още на 11 седмици е изпратен с майка си Диана Митфорд в стая на затвора Холовей с баща му от британското правителство начело с Уинстън Чърчил).
Адвокатите на Макс Мозли успяват несвоевременно да издействат съдебен акт, по силата на който да свалят порнографското видео от сайта на вестника News of the World, след което и завеждат делото за омаскаряването му пред британския съд. Архив на оригинала от 2016-03-07 в Wayback Machine. Мозли твърди, че в случая от Великобритания са нарушени членове 8 и 13 от ЕСЗПЧОС, защото не е бил предварително уведомен за публикуването на тази история. Това би му позволило като засегнат да упражни своевременно правото си, като наложи временна забрана върху подобни публикации. Според жалбата на Моузли, само по този обезпечителен начин в подобни случаи би могло да бъде осигурена своевременна, ефективна и адекватна защита на правото на личен живот.
По делото Моузли срещу Обединеното кралство ЕСПЧ решава, че жалбата на Моузли е допустима, но неоснователна. Претенциите на Моузли се изразяват в твърдението по жалбата, че присъденото му обезщетение за уронения му престиж и лично достойнство от Върховния съд на Обединеното кралство са недостатъчна защита на нарушеното му право на личен живот. Защитници на противната теза срещу тази на Моузли са известните адвокати по правата на човека Джефри Робъртсън и Марк Стивънс, а в качеството на трета заинтересована страна от изхода на делото са конституирани множество неправителствени организации.
След решението на ЕСПЧ „Дейли Телеграф“ оценява решението като "важна победа за свободата на словото", а британския таблоид Сън описва изхода от делото като „поражение“ за Мозли. Отправени са сериозни критики и упреци към британските таблоиди, че трупат продажби и печалба, жертвайки неприкосновеността на личния живот на известни публични личности. Според тези критици в случая Моузли е типична жертва на медийната им политика, незачитаща основни права и свободи на човека.